# Radioquímica

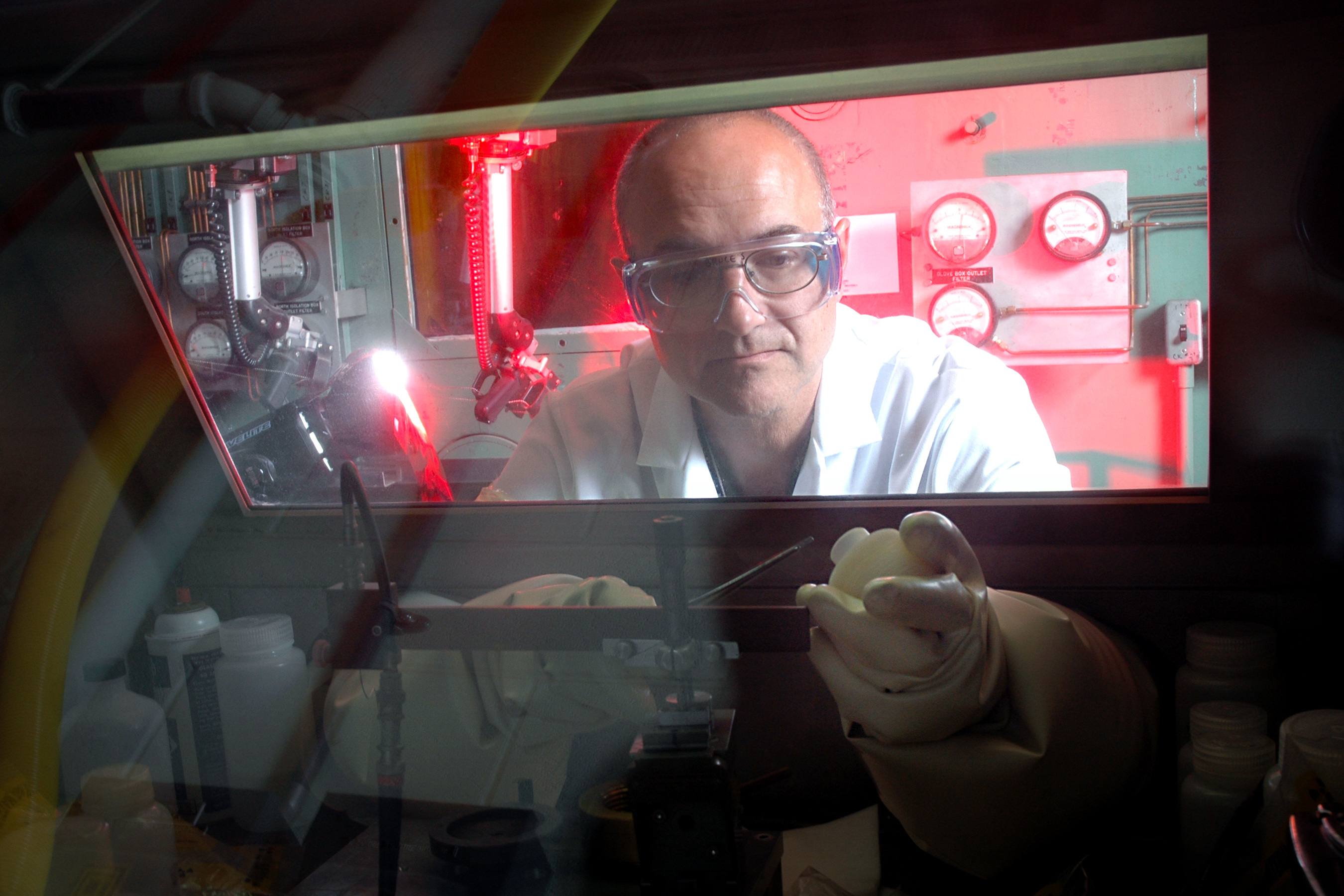
Trabalho de rádioquímica realizado em uma glovebox (caixa de luvas) que permite a manipulação de matérias perigosos.

A Radioquímica é o ramo da Química que estuda reacções químicas usando técnicas radioactivas. São utilizados isótopos radioactivos para determinar o mecanismo e extensão de reacções químicas, seguindo-se o decaimento radioactivo de reagentes, produtos e intermediários reaccionais.
As técnicas usadas em Radioquímica são aplicadas em áreas tão diversas como a Bioquímica, a Geologia e a Arqueologia.

## Tipos de radiação utilizados
Os radioisótopos – isótopos instáveis e, portanto, radioactivos de elementos químicos – sofrem decaimento radioactivo, emitindo no processo radiação. Esta pode ser de três tipos, denominados alfa, beta e gama:
1. A emissão alfa consiste na emissão de partículas alfa (que contêm dois protões e dois neutrões, sendo portanto equivalente a um núcleo de hélio) por um núcleo atómico. Quando ocorre esta emissão, a massa do átomo em decaimento diminui quatro unidades e o seu número atómico diminui em dois.
2. A radiação beta consiste na transmutação de um neutrão num electrão e num protão. Quando este processo ocorre, o electrão formado é emitido pelo núcleo para a nuvem electrónica do átomo. Assim, a radiação beta consiste na emissão de electrões.
3. A radiação gama é a emissão de energia electromagnética (como os raios X) pelo núcleo de um átomo. Esta radiação acompanha frequentemente o decaimento radioactivo alfa ou beta.

Os três tipos de radiação são distinguíveis pela diferença no seu poder de penetração na matéria. A radiação alfa é bloqueada por apenas uma folha de papel ou alguns centímetros de ar. A radiação beta pode ser bloqueada usando uma folha de alumínio com apenas alguns milímetros de espessura. A radiação gama é a mais penetrante, necessitando-se escudos protectores à base de metais pesados (normalmente chumbo ou bário) e de cimento para reduzir a sua intensidade.
Alguns elementos naturalmente radioactivos incluem o urânio e o rádio. Para o estudo de reacções que não envolvem normalmente elementos naturalmente radioactivos, usam-se compostos artificialmente enriquecidos com um isótopo radioactivo de um elemento que entre na sua composição. Exemplos de tais isótopos incluem o carbono-14, o fósforo-32 e o trítio.

## Exemplos de aplicações
Em geral, o uso de radioisótopos tem a vantagem de permitir uma sensibilidade muito grande nos ensaios, ou seja, podem ser usadas quantidades pequenas de reagentes em tais reacções químicas.

### Em Imunoquímica
A utilização de anticorpos marcados radioactivamente facilita a identificação de antígenos característicos de determinadas patologias (normalmente proteínas membranares de bactérias ou proteínas do envelope de vírus). Algumas técnicas em Imunoquímica que usam este tipo de marcação incluem o ELISA e o RIA.
Anticorpos que reconheçam marcadores tumorais podem ser marcados com isótopos radioactivos de modo a ministrar uma dose local de radiação para destruição do tumor. Isto é feito porque os anticorpos são fabricados de modo a reconhecerem apenas células cancerosas, produzindo um tipo de radioterapia muito específico.

### Em Biologia Molecular
Técnicas radioquímicas são usadas de forma rotineira em Biologia Molecular. O DNA pode ser marcado radioactivamente promovendo a sua síntese na presença de nucleótidos contendo 32P e/ou 35S. Esta técnica foi usada em 1952 por Alfred D. Hershey e Martha Chase para demonstrar que é o DNA de um bacteriófago, e não as proteínas que o constituem, que entra na bactéria Escherichia coli quando esta é infectada, e providencia toda a informação que leva a bactéria a produzir novos bacteriófagos. Esta foi uma das experiências que determinou definitivamente que eram os ácidos nucleicos, não as proteínas, os portadores da informação hereditária.

### Em Bioquímica
Foram diversas as descobertas em Bioquímica recorrendo a técnicas radioquímicas. O uso de metabolitos marcados radioactivamente permitiu o estabelecimento de muitas das sequências de reacções em vias metabólicas.
Foi possível demonstrar, por exemplo, que a reacção de descarboxilação do piruvato a acetil-CoA é irreversível, ao adicionar 14CO2 a acetil-CoA na presença da enzima que catalisa a reacção.
O 14CO2 foi também usado na identificação de metabolitos do ciclo de Calvin. Expondo algas unicelulares a 14CO2 durante um curto período de tempo, seguindo-se a sua rápida disrupção e análise cromatográfica do conteúdo celular, foi possível demonstrar quais os metabolitos que se tornavam radioactivos, identificando-se o 3-fosfoglicerato como um dos primeiros intermediários na reacção.
Metabolitos precursores de vias metabólicas, como o piruvato e o acetato, são também passíveis de marcação com 14C. Marcando-se átomos de carbono em posições específicas da estrutura da molécula, é possível verificar que metabolitos resultam marcados radioactivamente, e em que posições das suas respectivas estruturas moleculares tal marcação acontece. Este método permitiu a detecção e identificação dos metabolitos envolvidos em vias como a beta-oxidação de ácidos gordos ou o ciclo dos ácidos tricarboxílicos.

### Em Arqueologia e Geologia
A datação radiométrica usa a presença de determinados isótopos radioactivos naturalmente existentes em objectos para averiguar a idade dos mesmos. Uma das técnicas mais populares, usada em Arqueologia, é a datação por carbono-14, em que objectos com milhares de anos podem ser datados com alguma precisão. Em Geologia, é possível determinar a idade de rochas com vários milhões de anos, usando por exemplo o potássio-40 ou o urânio-235.

### Em Química Ambiental
A existência de radioisótopos no ambiente, sejam estes de origem natural ou artificial, é uma área de estudo da Química Ambiental que usa técnicas radioquímicas. São frequentemente analisadas situações em que isótopos radioactivos, produzidos natural ou artificialmente, possam afectar a saúde pública e o ambiente.
Um exemplo é a medição do nível de rádon (222Rn), um gás produzido pelo decaimento radioactivo do isótopo 226Ra. O rádon infiltra-se em edifícios e dissolve-se na água; existem zonas em que a sua produção natural pode exceder os limites recomendados para exposição de seres humanos. Como o rádon é um gás, pode ser respirado e é uma possível causa de cancro do pulmão.